# Her Father's Silent Partner
Her Father's Silent Partner è un cortometraggio muto del 1914 diretto da Donald Crisp.

## Produzione
Il film fu prodotto dalla Biograph Company.

## Distribuzione
Distribuito dalla General Film Company, il film - un cortometraggio in una bobina - uscì nelle sale cinematografiche statunitensi il 23 febbraio 1914.
Non si conoscono copie ancora esistenti della pellicola che viene considerata presumibilmente perduta.